# 동대전초등학교
동대전초등학교는 대한민국 대전광역시 동구에 있는 공립 초등학교이다.

## 학교 연혁
- 1985.09.10. 동대전초등학교로 개교(흥룡초등학교에서 23학급 분리)
- 1992.03.01. 82학급편성(총 학생수 4,356명)
- 1998.09.01. 대전대양초등학교 개교로 학생 분리(500명)
- 1999.09.01. 대전송촌초등학교 개교로 학생 분리(200명)
- 2001.10.15. 교실수업개선 시범학교 운영보고(시지정)
- 2003.03.01. 66학급편성(특수학급1학급포함, 2,756명)
- 2003.03.01. 교육인적자원부지정 교육행정정보시스템 시범학교(2차년도)
- 2004.03.01. 대전광역시교육청지정 영어교육 시범학교(1차년도)
- 2005.03.01. 50학급편성(특수학급 1학급포함, 학생수 1,787명)
- 2005.03.01. 대전비래초등학교 개교로 학생 분리(713명)
- 2005.03.01. 대전광역시교육청지정 영어교육 시범학교(2차년도)
- 2005.10.12. 대전광역시교육청지정 영어교육시범학교 운영보고(시지정)
- 2007.12.20. 대전광역시교육청 종합장학 우수학교 표창
- 2007.12.28. 대전광역시교육청 학교평가 최우수학교 표창
- 2008.11.11. 교육과학기술부지정 디지털 영어 실험학교 운영 보고
- 2010.03.01. 46학급 편성(총학생수 1,320명)
- 2010.07.16. 2동 리모델링 및 급식실 현대화사업
- 2011.03.01. 41학급편성(특수학급 1학급포함, 학생수 남619, 여554, 계1,173명)
- 2011.05.01. 대전광역시교육청지정 창의ㆍ인성 모델학교
- 2012.02.19. 제26회 졸업식(남 122명, 여 93명, 계 215명) 총 12,028명
- 2012.03.01. 대전광역시교육청지정 정책연구 창의ㆍ인성모델학교(1/2)
- 2012.03.01. 40학급편성(특수학급 1학급포함, 학생수 남549, 여517, 계 1,066명)
- 2012.09.01. 제11대 장석문 교장 부임
- 2012.12.06. 2012 인성교육 우수브랜드학교 선정
- 2012.12.10. 2012 초중학교 교육활동 우수학교 선정
- 2013.02.20. 제27회 졸업식(남 119명, 여 98명, 계 217명) 총 12,245명
- 2013.03.01. 대전광역시교육청지정 정책연구 창의ㆍ인성모델학교(2/2)
- 2013.10.17. 2013 대전광역시 100대 교육과정 우수학교 선정
- 2013.11.01. 2013 영어캠프 운영 우수학교 선정
- 2013.11.24. 방과후학교 Top School 경진대회 우수학교 선정
- 2013.12.26. 인성교육실천사례연구기관발표대회 최우수학교 선정
- 2014.02.20. 제28회 졸업식(남91,여87 계178)총 졸업생 12,422명
- 2014.03.01. 41학급편성(특수학급 1학급포함, 학생수 남503, 여498, 계 1,001명)
- 2015.03.01. 41학급편성(특수학급 2학급포함, 학생수 남475, 여467, 계 942명)
- 2020.03.01. 대전광역시교육청지정 학생평가 연구학교(2년)
- 2021.02.18. 다목적 강당 개관
- 2023.03.01. 32학급 편성(특수학급 2학급 포함)

## 참고 자료
- 동대전초등학교 - 한국교육학술정보원 학교알리미